# Wahlheim
Wahlheim ist eine Ortsgemeinde im Landkreis Alzey-Worms in Rheinland-Pfalz. Sie gehört der Verbandsgemeinde Alzey-Land an.

## Geographie
Durch Wahlheim fließt der Aufspringbach. Wahlheim ist das Zentrum des „Kühlen Grunds“.
Zu Wahlheim gehört auch der Wohnplatz Sandmühle.
Nachbargemeinden von Wahlheim sind die Stadt Alzey im Norden sowie die Ortsgemeinden Kettenheim im Nordosten, Esselborn im Osten und Freimersheim (Rheinhessen) im Südwesten.

## Geschichte

### Mittelalter und Frühe Neuzeit
Das Dorf Wahlheim im Kettenheimer Grund, einst Walaheim, gehörte zur Burg Alzey. 1400 kaufte Pfalzgraf Ruprecht III. von dem Burgmann Heinrich Bock von Lonsheim zwei Teile an Dorf und Gemarkung. Seit 1633 bis zum Ende des Alten Reichs gehörte der Ort zur Kurpfalz, wo er dem Oberamt Alzey zugeordnet war. In der Gemarkung befand sich auch ein Gut des Klosters Waida bei Dautenheim. 

### Neuzeit
Nach der Einnahme des linken Rheinufers durch französische Revolutionstruppen wurde die Region 1793 von Frankreich annektiert. 
 Verzögert durch die Koalitionskriege wurde die Annexion erst nach 1797 konsolidiert und Wahlheim gehörte von 1798 bis 1814 zum Kanton Alzey im Departement Donnersberg. Gerichtlich war im Bereich des Kantons für die Zivilgerichtsbarkeit das Friedensgericht Alzey zuständig, für die Angelegenheiten der freiwilligen Gerichtsbarkeit im übrigen Notariate.
Aufgrund 1815 auf dem Wiener Kongress getroffener Vereinbarungen und eines 1816 zwischen dem Großherzogtum Hessen, Österreich und Preußen geschlossenen Staatsvertrags kam Rheinhessen, und damit auch die Gemeinde Wahlheim, zum Großherzogtum Hessen, das das neu erworbene Gebiet als Provinz Rheinhessen organisierte. Nach der Auflösung der Kantone in der Provinz kam der Ort 1835 zum neu errichteten Kreis Alzey, zu dem er bis 1969 gehörte.
Das Friedensgericht Alzey wurde 1879 aufgelöst und durch das Amtsgericht Alzey ersetzt.
Nach dem Zweiten Weltkrieg gehörte die Gemeinde zur französischen Besatzungszone und wurde 1946 Teil des neu gebildeten Landes Rheinland-Pfalz.

### Bevölkerungsentwicklung
Die Entwicklung der Einwohnerzahl von Wahlheim, die Werte von 1871 bis 1987 beruhen auf Volkszählungen:
| Jahr | Einwohner |
| ---- | --------- |
| 1815 | 276       |
| 1835 | 498       |
| 1871 | 400       |
| 1905 | 361       |
| 1939 | 346       |

| Jahr | Einwohner |
| ---- | --------- |
| 1950 | 491       |
| 1961 | 425       |
| 1970 | 402       |
| 1978 | 443       |
| 1987 | 434       |

| Jahr | Einwohner |
| ---- | --------- |
| 1997 | 556       |
| 2005 | 590       |
| 2011 | 596       |
| 2017 | 583       |
| 2023 | 598       |

## Politik

### Gemeinderat

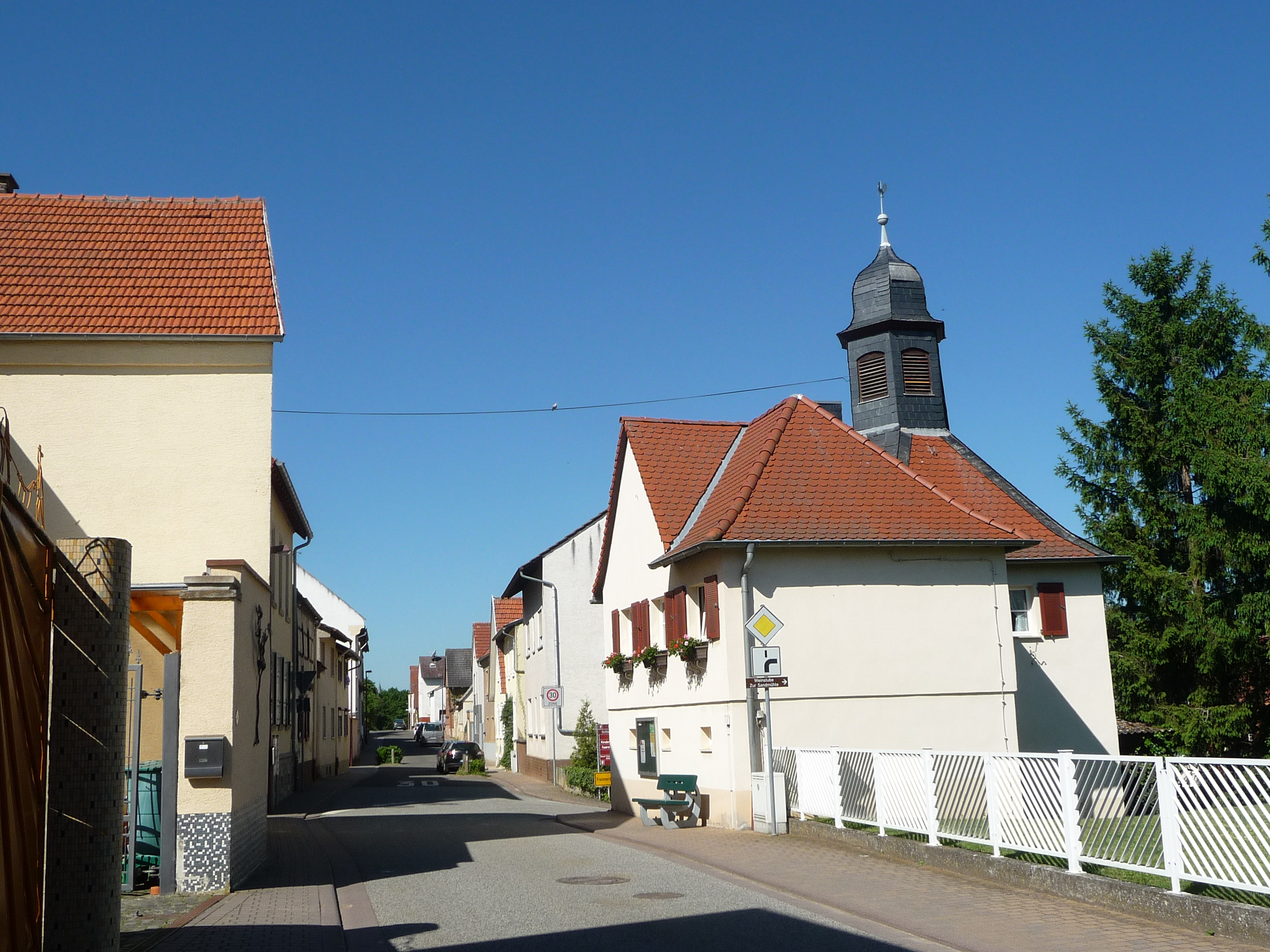
Rathaus

Der Gemeinderat in Wahlheim besteht aus zwölf Ratsmitgliedern, die bei der Kommunalwahl am 9. Juni 2024 in einer Mehrheitswahl gewählt wurden, und dem ehrenamtlichen Ortsbürgermeister als Vorsitzendem.

### Bürgermeister
Bürgermeister seit 1989
- 1989 bis 1994: Heiner Bus (SPD)
- 1994 bis 1999: Arno Schröder
- 1999 bis 2000: Harald Hammer
- 2000 bis 2014: Heiner Bus (SPD)
- 2014 bis 2024: Ralph Fuchs[8]
- seit Dezember 2024: Jan Bennewitz (CDU)[9][10][11]

### Wappen
| Wappen von Wahlheim | Blasonierung: „Über grünem Dreiberg in Silber zwei grüne Ähren und drei schwebende rote Mohnkapseln.“ |
| Wappen von Wahlheim | |

## Kultur und Sehenswürdigkeiten
Der zwanzigröhrige Brunnen („Blickenbrunnen“ genannt), der einst zwischen beiden Ortsteilen stand, wurde 1994 wiederhergestellt.
In der Denkmalliste des Landes Rheinland-Pfalz (Stand: 2024) sind die Evangelische Kirche in der Obergasse, mehrere Grabmäler auf dem Friedhof an der Alzeyer Straße und drei ehemalige Mühlen (Ohlig-, Schleif- und Kellermühle) als Kulturdenkmäler ausgewiesen.

## Wirtschaft und Infrastruktur

### Weinlagen
- Schelmen in der Großlage Sybillenstein mit 131 ha.

### Verkehr
Der Ort liegt an der Landesstraße 445 (innerorts Bahnhofstraße und Alzeyer Straße). Weitere Verkehrsverbindungen bieten die Kreisstraßen K 24 und K 26. Westlich verläuft die Bundesautobahn 63 (nächstgelegene Anschlussstelle Freimersheim) und östlich die Bundesautobahn 61 (nächstgelegene Anschlussstelle Alzey) an Wahlheim vorbei. Nördlich von Alzey kreuzen die beiden sich als Autobahnkreuz Alzey.
Wahlheim hat einen gleichnamigen Haltepunkt an der Donnersbergbahn von Kirchheimbolanden nach Alzey. Dieser wird stündlich durch den RE13/RB31 (Kirchheimbolanden - Mainz) bedient.

## Sonstiges
Der Ort Wahlheim bei Alzey ist nicht das gleichnamige, durch Die Leiden des jungen Werthers in die Weltliteratur eingegangene Dorf. Dessen Vorbild ist vielmehr Garbenheim bei Wetzlar.